# Сорока Іван Іванович
Іва́н Іва́нович Соро́ка (1 травня 1985, с. Дібрівне, Городнянський район, Чернігівська область, Українська РСР — 30 квітня 2015, с. Новогригорівка, Волноваський район, Донецька область, Україна) — старший солдат Збройних сил України, учасник російсько-української війни.

## Життєвий шлях
Народився 1985 року в селі Дібрівне на Чернігівщині. З 1992 по 2002 навчався в Дібрівненській середній школі. 2003 року закінчив Чернігівське ПТУ № 1, де здобув спеціальність електромонтера з ремонту та обслуговування електроустаткування. Працював електромонтером у термічному цеху ЗАЗ у м. Чернігові. Цього ж 2003 року призваний на строкову військову службу, яку проходив у Внутрішніх військах МВС у місті Кривий Ріг. Після служби повернувся на роботу до Чернігова. Певний час працював у Городні в «Укртелекомі», у Києві на будівництві. Останні роки жив у селі Дібрівне, ростив сад, тримав теплиці, доглядав за пасікою. Також власноруч на замовлення робив дерев'яні двері, вікна та інші речі.
У зв'язку з російською збройною агресією проти України у вересні 2014 добровольцем пішов до військкомату, призваний за частковою мобілізацією.
Старший солдат, старший стрілець 2-го відділення 2-го взводу 2-ї роти 41-го окремого мотопіхотного батальйону «Чернігів-2» 1-ї окремої танкової бригади, в/ч польова пошта В3137. На фронті, окрім виконання бойових завдань, у вільний час займався спортом та облаштовував побут у своєму підрозділі.
30 квітня 2015-го, під час розвідки в районі села Старогнатівка Волноваського району, військовики батальйону підірвалися на протипіхотній міні з «розтяжкою» поблизу села Новогригорівка, що входить до Старогнатівської сільської ради. Внаслідок вибуху від осколкових поранень загинули двоє бійців — старший солдат Іван Сорока і солдат Сергій Бадуненко. Наступного дня Іван мав би відмічати своє 30-річчя.
Похований 4 травня на кладовищі рідного села Дібрівне. Без сина лишились батьки.

## Нагороди та вшанування
- Указом Президента України № 306/2016 від 20 липня 2016 року — за особисту мужність і високий професіоналізм, виявлені у захисті державного суверенітету та територіальної цілісності України, вірність військовій присязі, нагороджений орденом «За мужність» III ступеня (посмертно)[2].
- У центрі с. Дібрівне встановлено пам'ятний знак на честь Івана Сороки[3].